# Önstatjärnen
Önstatjärnen är en sjö i Bergs kommun i Jämtland och ingår i Indalsälvens huvudavrinningsområde. Sjön har en area på 0,0825 kvadratkilometer och ligger 346 meter över havet.

## Delavrinningsområde
Önstatjärnen ingår i det delavrinningsområde (699279-142356) som SMHI kallar för Utloppet av Rörösjön. Medelhöjden är 350 meter över havet och ytan är 8,22 kvadratkilometer. Räknas de 9 avrinningsområdena uppströms in blir den ackumulerade arean 79,39 kvadratkilometer. Abbåsån som avvattnar avrinningsområdet har biflödesordning 2, vilket innebär att vattnet flödar genom totalt 2 vattendrag innan det når havet efter 303 kilometer. Avrinningsområdet består mestadels av skog (47 procent), jordbruk (11 procent) och sankmarker (30 procent). Avrinningsområdet har 0,27 kvadratkilometer vattenytor vilket ger det en sjöprocent på 3,2 procent.